# Flughafen Jemeljanowo

i7
i11
i13
Der Internationale Flughafen Krasnojarsk (IATA-Code: KJA, ICAO-Code: UNKL) ist ein internationaler Flughafen nahe Krasnojarsk in Russland. Er befindet sich 37 km nordwestlich von Krasnojarsk und ist einer der wenigen sibirischen Flughäfen, die große Flugzeuge wie den Airbus A380 oder die Antonow An-225 abfertigen können. Unweit davon befindet sich der Flughafen Tscheremschanka für regionalen Flugverkehr, dessen Hauptgebäude am 19. Dezember 2011 vollständig abbrannte.

## Zwischenfälle
- Am 17. November 1942 stürzte eine Lissunow Li-2 der sowjetischen Luftwaffe wegen Überlastung und Vereisung der Tragflächen sowie des Rumpfes kurz nach dem Start ab. Alle 20 Personen an Bord kamen ums Leben.

- Am 22. November 1972 stürzte eine Jakowlew Jak-40 der Aeroflot wegen Vereisung beim Start ab.

- Am 12. Dezember 1975 verfehlte eine Iljuschin Il-18 der Aeroflot wegen schlechten Wetter die Landebahn um 250 Meter. Die Nase und die linke Tragfläche wurden zerstört. Alle Insassen überlebten.

- Am 14. April 1980 brach das Fahrwerk einer Antonow 24B der Aeroflot beim Notlandeversuch.

- Am 23. Dezember 1984 verunglückte eine Tupolew Tu-154 der Aeroflot (CCCP-85338) auf dem Flug von Krasnojarsk nach Irkutsk. Wenige Minuten nach dem Start war eine Niederdruckkompressorscheibe in einem der Triebwerke gebrochen, die umherfliegenden Trümmer beschädigten Kraftstoffleitungen sowie die elektrischen Leitungen zu einem weiteren Triebwerk und es kam zu einem Feuer an Bord. Die Piloten versuchten, zum Flughafen Jemeljanowo zurückzukehren. Während der Notlandung stürzte das Flugzeug ab, wobei 110 der 111 Passagiere an Bord starben.[1]
- Am 20. Januar 1995 streifte eine Let L-410 der Abakan Airlines 650 Meter von der Startbahn entfernt Bäume und stürzte dadurch ab. Drei von 19 Menschen an Bord starben.